# McDermott (Alberta)
Pour les articles homonymes, voir McDermott.
McDermott est une communauté située dans la province d'Alberta, dans le centre-sud.